# (37390) 2001 WL49
2001 دابليو أل 49 (ويعرف أيضًا باسم (37390) 2001 دابليو أل 49 وفق تسمية الكوكب الصغير) (بالإنجليزية: 2001 WL49)‏ هو كويكب ضمن حزام الكويكبات؛ وترتيبه 37390 من حيث الاكتشاف.
اكتُشف هذا الجُرم الفلكي بواسطة John V. McClusky ‏ في 30 نوفمبر 2001.

## وصلات خارجية
- (37390) 2001 WL49 في قاعدة بيانات مختبر الدفع النفاث لأجرام النظام الشمسي الصغيرة

- الاكتشاف · مخطط المدار ·  العناصر المدارية · المعلمات المادية

- (37390) 2001 WL49 على موقع ويكي سكاي: DSS2, SDSS, GALEX, IRAS, Hydrogen α, X-Ray, Astrophoto, Sky Map, Articles and images